# Robert I. (Flandern)
Robert I. der Friese (franz.: Robert le Frison, lat.: Robertus Friso; * um 1033; † 12. oder 13. Oktober 1093) war ein Graf von Flandern aus dem Haus Flandern. Er war ein jüngerer Sohn des Grafen Balduin V. von Flandern und der Adela, einer Tochter König Roberts II. des Frommen.

## Leben
Nach dem Willen ihres Vaters sollte Roberts älterer Bruder Balduin VI. in der Grafschaft Flandern nachfolgen, wohingegen Robert selbst ohne bedeutendes Erbe bleiben sollte. Nach einer Geschichte des Lampert von Hersfeld soll ihm sein Vater Geld und ein voll ausgerüstetes Boot gegeben haben mit dem Rat, sein Glück jenseits des Meeres zu suchen. Darauf sei Robert auf eine mehrjährige Abenteuerreise gegangen, während der er in Spanien gegen die Mauren kämpfte und auf dem Weg in das heilige Land Schiffbruch erlitt. Danach habe er einige Zeit im Dienst der Warägergarde des byzantinischen Kaisers in Konstantinopel gestanden. Die Glaubwürdigkeit dieser Geschichte wird als eher gering eingestuft, jedenfalls zog Robert 1063 nach Friesland, um dort die Witwe des Grafen Florens I. zu heiraten und um anschließend dort die nächsten Jahre als Vormund seines unmündigen Stiefsohnes, Graf Dietrich V., zu herrschen. Sein zeitgenössischer Beiname resultiert daher.
Im Jahr 1070 starb Graf Balduin VI. von Flandern und hinterließ nur zwei jugendliche Söhne, deren Mutter Richilde die Regentschaft in Flandern übernahm. Robert nutzte sofort die unsichere Lage in Flandern zu seinen Gunsten und brachte den Norden der Grafschaft gegen seine Schwägerin in Aufruhr, was ihm die Kontrolle über Gent und Brügge sicherte. Als er auch den Süden für seine Sache gewinnen wollte, wurde er von Graf Eustach II. von Boulogne gefangen genommen und in Saint-Omer eingesperrt. Etwa um die gleiche Zeit geriet aber auch Richilde in die Gefangenschaft seiner Anhänger, worauf der Kastellan von Saint-Omer, Wulfric Rabel, ihn im Rahmen eines Austauschs gegen die Gräfin wieder frei ließ. Diese verbündete sich mit König Philipp I. von Frankreich und der anglo-normannischen Königin Mathilde, die Roberts Schwester war. Am 22. Februar 1071 kam es in der Schlacht bei Cassel zum entscheidenden Kampf, in dem Robert einen vollständigen Sieg über seine Feinde errang. Sein Neffe, Graf Arnulf III. der Unglückliche, fiel im Kampf und Richilde floh mit ihrem zweiten Sohn in ihre heimatliche Grafschaft Hennegau. Schnell verständigte sich Robert mit König Philipp I., dem er die Abtei Corbie überließ und im Gegenzug von ihm als Graf von Flandern anerkannt wurde. Gemeinsam verbündeten sie sich gegen das Normannenreich Wilhelms des Eroberers, diese Allianz wurde durch die Ehe des Königs mit Roberts Stieftochter, Bertha, weiter vertieft.
Mit dem Gewinn Flanderns ging für Robert der Verlust Frieslands einher. Bischof Wilhelm I. von Utrecht hatte sich gegen ihn mit dem Herzog Gottfried IV. dem Buckligen von Niederlothringen verbündet, von dem er im Sommer 1071 in einer blutigen Schlacht bei Leiden geschlagen wurde. Der Lothringer erlangte danach die vollständige Herrschaft in Friesland, nachdem er dort den unterlegenen Dietrich V. vertrieben hatte. In den folgenden Jahren war Robert mit der Konsolidierung seiner Herrschaft in Flandern beschäftigt; besonders im Süden der Grafschaft kam es wiederholt zu Revolten gegen ihn, die er militärisch niederschlug. Um das Land zu befrieden, förderte er die in seiner Zeit aufkommende Gottesfriedensbewegung in Flandern. Er machte Brügge zu seiner festen Hauptstadt, womit er der früh einsetzenden urbanen Entwicklung Flanderns Vorschub leistete. Auch unterstützte er die Kanonisierung der Godeleva, einer Ritterstochter aus dem Boulonnais, die von ihrem nordflämischen Ehemann in der Zeit des Erbfolgekampfes 1070 ermordet worden war. Mit ihrer Heiligsprechung konnte sich Robert mit dem einst mit ihm verfeindeten Grafen von Boulogne aussöhnen.
Gegenüber seinem gefährlichsten Feind, Wilhelm dem Eroberer, blieb Robert weiter unversöhnlich. So bot er 1072 dem Prätendenten Edgar Ætheling Asyl in Flandern und unterstützte 1077 die Revolte des Robert Kurzhose gegen dessen Vater. Seinen Einfluss in Friesland gewann er bereits 1076 mit der Ermordung Herzog Gottfrieds des Buckligen und dem gleichzeitig eintretenden Tod des Bischofs von Utrecht wieder, worauf er seinen Stiefsohn Dietrich V. in sein Erbland zurückführen konnte. Bis zum Jahr 1085 hatte Robert seine Herrschaft weit genug gefestigt, um mit seinem Schwiegersohn, König Knut IV. von Dänemark, eine Invasion Englands zu organisieren, was Wilhelm den Eroberer zur Aushebung eines großen Söldnerheeres in Frankreich nötigte. Zur Invasion und anderweitigen Kämpfen kam es allerdings nicht mehr, nachdem der Dänenkönig 1086 ermordet wurde, wodurch Robert zu einer langjährigen Pilgerreise nach Jerusalem frei wurde, die er noch im selben Jahr antrat. Auf dem Weg nahm er wahrscheinlich an der Rückeroberung von Beroia 1087 durch den byzantinischen Kaiser Alexios I. Komnenos teil, jedenfalls nannte ihn dessen Tochter Anna Komnena in ihrem Geschichtswerk (Alexiade) in diesem Kontext an der Seite ihres Vaters. Robert versprach dem Kaiser, ihm eines Tages 500 Ritter für den Kampf gegen die Feinde von Byzanz zu senden. Auf seiner Heimreise legte Robert offensichtlich in Apulien eine Zwischenstation ein, bei der er die Ehe seiner Tochter mit dem Normannenherzog Roger Borsa arrangieren konnte. Spätestens im April 1090 war er wieder in Flandern, wo noch im selben Jahr ein Brief des Kaisers Alexios eintraf, der ihn an sein Versprechen erinnerte und eine bedrohliche Lage des byzantinischen Reichs schilderte. Solche Hilfegesuche hatte der Kaiser an mehrere Fürsten des lateinischen Westens gerichtet, die einen Vorwand für den wenige Jahre später ausgerufenen ersten Kreuzzug lieferten. Robert jedenfalls kam seinem Versprechen nach, denn schon für das Jahr 1091 berichtete Anna Komnena von der Ankunft der 500 Ritter aus Flandern.
In seinen letzten Lebensjahren vollzog Robert einen Bruch mit König Philipp I., nachdem dieser 1092 seine Stieftochter für Bertrada von Montfort verstoßen hatte, und verbündete sich stattdessen mit seinem ehemaligen normannischen Erzgegner, König Wilhelm II. Rufus. Im Sommer 1093 setzte er nach Dover über, um dort mit Wilhelm Rufus persönlich das Bündnis zu besiegeln. Kurz nach seiner Rückkehr starb er am 12. oder 13. Oktober 1093 in Flandern, sein Sohn konnte ihm unbestritten nachfolgen.

## Familiäres
Robert der Friese war seit 1063 verheiratet mit Gertrude Billung († 1113), einer Tochter des Herzogs Bernhard II. von Sachsen und Witwe des Grafen Florens I. von Holland. Ihre gemeinsamen Kinder waren:
- Robert II. von Jerusalem (* um 1065; † 1111), Graf von Flandern
- Adela († 1115)
  - ⚭ 1080 mit König Knut IV. dem Heiligen von Dänemark (1043–1086)
  - ⚭ 1092 mit Herzog Roger Borsa von Apulien († 1109)
- Gertrude
  - ⚭ mit Graf Heinrich III. von Löwen († 1095)
  - ⚭ 1096 mit Herzog Dietrich II. von Lothringen († 1115)
- Philipp von Loo († vor 1127)
- Ogiva († vor 1141), Äbtissin von Messines